# Дибъл (ледник)
Ледникът Дибъл (на английски: Dibble Glacier) е долинен ледник с дължина около 40 km, разположен в Източна Антарктида, на Брега Клари, Земя Уилкс. Води началото си от Антарктическото плато на височина около 700 m, „тече“ на север и се „влива“ в югоизточната част на залива Дейвис, част от акваторията на море д'Юрвил от Индоокеанския сектор на Южния океан. Образува дълъг над 75 km айсбергов език, който периодично намалява или се увеличава, и, който затваря от изток залива Дейвис.
Ледника е открит и картиран на базата на направените аерофотоснимки през 1946 – 47 г. от американската антарктическа експедиция с ръководител адмирал Ричард Бърд. През 1961 г. Американският Кондултативен комитет за антарктическите названия наименува ледника в чест на Джонас Дибла (1803 – 1885), корабен дърводелец на кораба „Пикок“ от американската експедиция (1838 – 42) на Чарлз Уилкс, допринесъл за спасяването на кораба след нанесените му поражения от ледовете.